# Vibeuf
Vibeuf is een gemeente in het Franse departement Seine-Maritime (regio Normandië) en telt 533 inwoners (1999). De plaats maakt deel uit van het arrondissement Rouen.

## Geografie
De oppervlakte van Vibeuf bedraagt 8,7 km², de bevolkingsdichtheid is 61,3 inwoners per km².
De onderstaande kaart toont de ligging van Vibeuf met de belangrijkste infrastructuur en aangrenzende gemeenten.

## Demografie
Onderstaande figuur toont het verloop van het inwonertal (bron: INSEE-tellingen).